# نعمان السفلى (المخادر)

تعديل مصدري - تعديل

نعمان السفلى هي إحدى قرى عزلة المعشار بمديرية المخادر التابعة لمحافظة إب، بلغ تعداد سكانها 112 نسمة حسب تعداد اليمن لعام 2004.